# Église Saint-Antoine-de-Padoue du Chesnay
L'église Saint-Antoine de Padoue du Chesnay est un édifice religieux catholique situé dans la ville du Chesnay.
Jusqu’à la construction de cet édifice, le Chesnay ne disposait que d’une seule église (l’église Saint-Germain). Mais, avec une population qui passe de 272 habitants en 1806 à 2 970 habitants en 1891, celle-ci est devenue trop exigüe et ne peut plus répondre aux attentes de la population. La construction d'une nouvelle église est décidée.

## Historique de la construction
En 1894, l'évêque Pierre Goux confie à l'abbé Charles Boissis la mission de bâtir une nouvelle église dans la commune du Chesnay.
En 1896, est acquis le terrain qui accueillera l'église.
Le 19 avril 1897, la première pierre est posée,. Le 18 novembre 1900, l’église est inaugurée et bénie. En 1903, le clocher est terminé.  En 1906, le dernier vitrail est posé. En 1910, le tympan du portail est terminé et les cloches bénies. L'église est officiellement terminée. Un curé, le père Charles Boissis, est attaché à cette nouvelle paroisse. En 1913, les deux orgues sont finis d'être installés.
Le pape Léon XIII souhaitait développer le culte de saint Antoine de Padoue en Europe. Un envoyé du pape (Don Locatelli),  alors en visite à Versailles fera un don de 10 000 francs en faveur de la construction de cette église 
En juin 2017, a été organisée une procession des reliques de saint Antoine dans les rues du Chesnay.

## Architecture
L'architecte Leyendecker est choisi pour construire l’église. Celui-ci demanda pour tout honoraire que son effigie soit gravée dans le verre du premier vitrail de l'église.
L'église est orientée au nord.
Le tympan du portail représente : saint Antoine bénissant, saint Michel chassant le démon de l’orgueil, et saint Jacques de Compostelle pourchassant le démon de l’avarice.

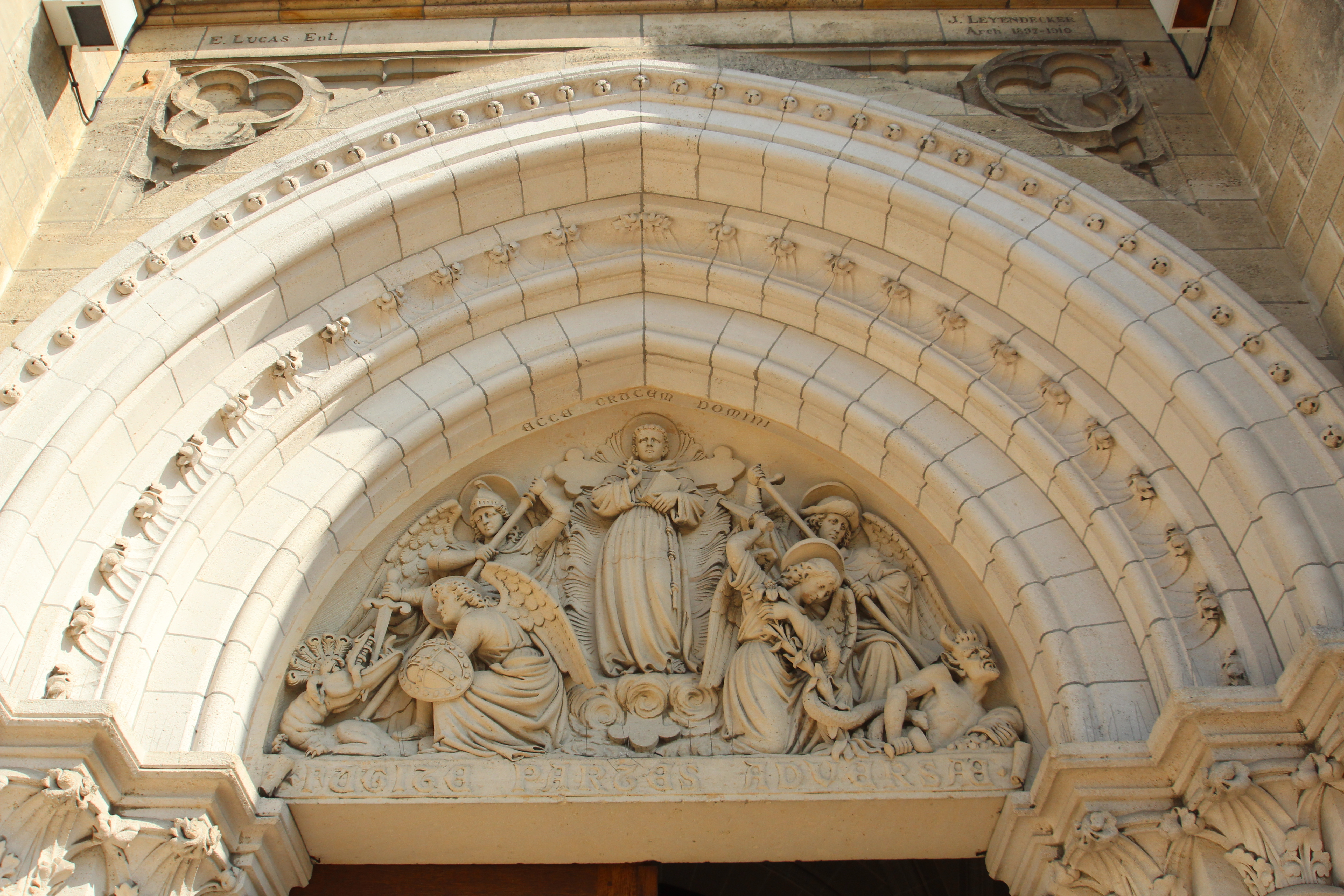
Tympan de l'église.

La flèche de l'église mesure 51 mètres de hauteur.
Les noms des quatre cloches de l'église sont : Marie, Marie-Antoinette, Marie-Anastasie et Félicienne.
Les vitraux sont créés par la Maison Lorin. Ils reproduisent les faits marquants de la vie de saint Antoine.
Les deux orgues (1 200 tuyaux), sont construits par le facteur d'orgues Mutin Cavaillé-Coll .
En 1967, à la suite du concile Vatican II, le maître-autel et la table de communion sont enlevés du chœur de l’église. La chaire en pierre du Poitou est également enlevée afin que le prêtre puisse faire face aux fidèles.
La statue monumentale de quatre tonnes représentant saint Antoine de Padoue placée au-dessus du maître-autel est démontée et est déplacée dans la nef latérale gauche de l'église.

## Curés de la paroisse Saint-Antoine de Padoue depuis son édification
Décédé en 1933, l'abbé Charles Boissis fondateur de la paroisse et premier curé de celle-ci, est enterré au pied du calvaire qui jouxte l'église.
| Période   | Nom                       |
| --------- | ------------------------- |
| 1910-1927 | P. Charles Boissis        |
| 1927-1929 | P. Louis Piquand          |
| 1929-1943 | P. Jean Lejeune           |
| 1945-1955 | P. Louis Toillon          |
| 1955-1967 | P. Paul Laugier           |
| 1967-1976 | P. Guy Chauvet            |
| 1976-1990 | P. André Venard           |
| 1990-2001 | P. Jacques Pied           |
| 2001-2008 | P. Michel Malassigne      |
| 2008-2017 | P. Mathieu de Raimond     |
| 2017-     | P. Grégoire de Maintenant |

## Galerie

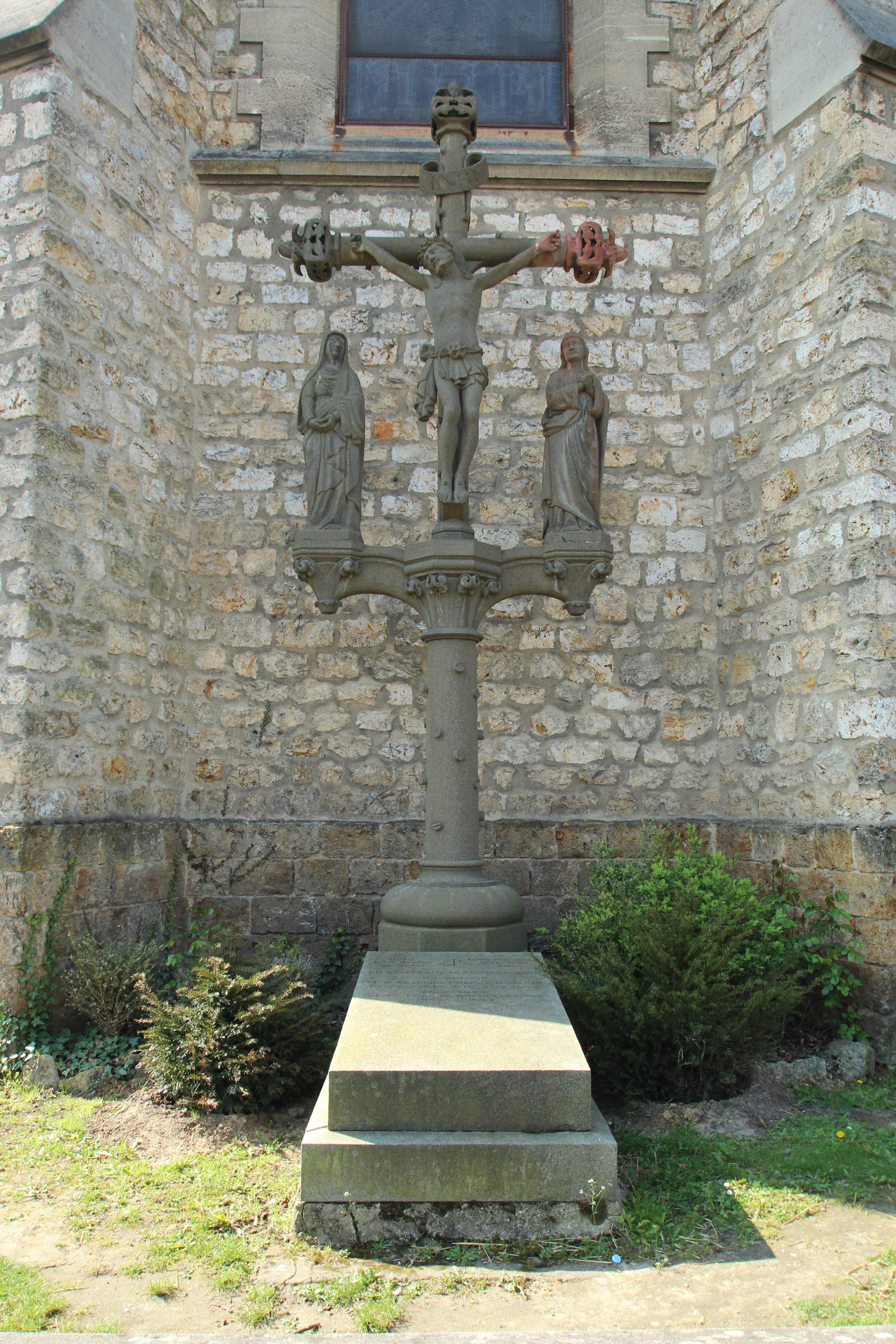
Calvaire de style breton au pied duquel est enterré le curé fondateur de la paroisse.
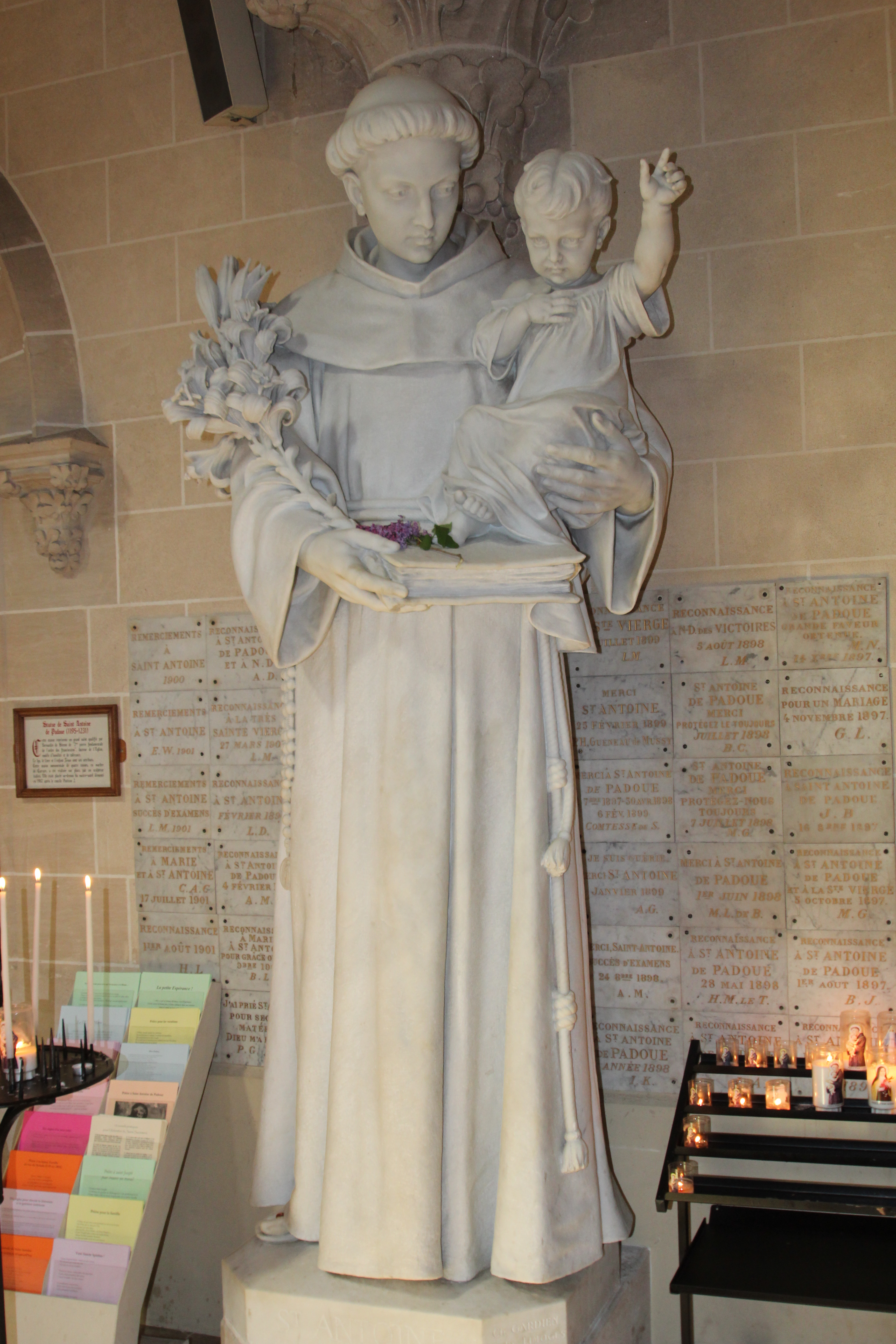
Statue de saint Antoine de Padoue avec ses attributs : l’enfant Jésus, la bure franciscaine, le livre et le lys.
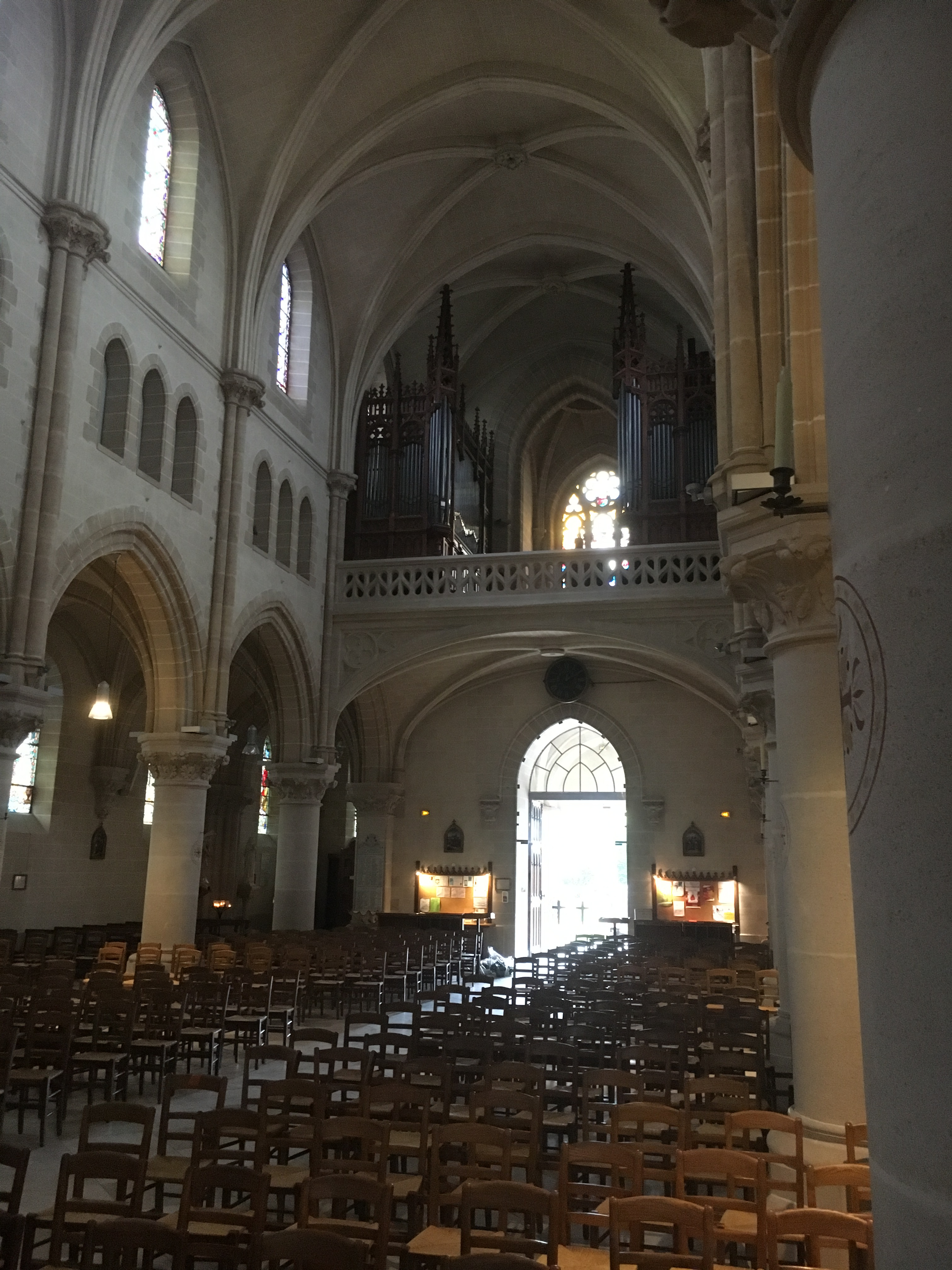
Nef de l'église et ses orgues.